# Yusuf Karagöz
Yusuf Karagöz (* 5. Oktober 1999 im İskenderun) ist ein türkischer Fußballtorhüter.

## Karriere
Karagöz begann seine Fußballkarriere 2010 in der Jugendabverein von İkizler. Anschließend spielte er in den Jugendmannschaften von Antalya Özerspor und Alanyaspor. Im Jahr 2018 unterschrieb er seinen ersten Profivertrag bei Alanyaspor. Im Jahr 2019 spielte er leihweise für Erzin Belediyespor, kam dort jedoch nicht zum Einsatz. Im Jahr 2020 folgte eine weitere Leihe zu Batman Petrolspor, ebenfalls ohne Pflichtspieleinsatz. In der Saison 2020/21 wurde er als Leihspieler an Edirnespor verliehen. Dort absolvierte er elf Spiele in der TFF 3. Lig.
Nach seiner Rückkehr zu Alanyaspor feierte Karagöz am 25. April 2022 sein Debüt in der Süper Lig in einem Spiel gegen Sivasspor, das mit 0:1 verloren ging.